# تجارتخانه جمشیدیان
تجارتخانة جمشیدیان به وسیله جمشید جمشیدیان، بازرگان زرتشتی، در ۱۳۰۴ تأسیس شد. این مؤسسه مالی برای تجارت منسوجات، تأسیس گردید اما بعدها، فعالیت‌هایی نظیر صرافی، اعطای وام‌های کوتاه مدت و بلند مدت بین مردم نیز انجام داد. شعب این تجارتخانه در شیراز، کرمان، یزد، بغداد، بمبئی، کلکته و پاریس فعال بود. تجارتخانه جمشیدیان، پس از کسب رونق و اعتبار، فعالیتِ خود را به ملک‌داری تغییر داد و به این منظور مبالغ کلانی از بانک‌های شاهنشاهی و استقراضی وام گرفت، اما به دلیل سوء مدیریت در ۱۳۳۴ تعطیل شد.